# Louis-Honoré Fréchette
Pour les articles homonymes, voir Fréchette.
Louis-Honoré Fréchette, né le 16 novembre 1839 à Saint-Joseph-de-la-Pointe-De Lévy et mort le 31 mai 1908 à Montréal, est un poète, dramaturge, écrivain et homme politique québécois.

## Biographie
Il est le fils de Marguerite Martineau et de Louis-Marthe Fréchette. Bien que son père, entrepreneur, soit analphabète, le jeune Louis étudie sous la tutelle des Frères des écoles chrétiennes. De 1854 à 1860, il fait ses études classiques au Petit séminaire de Québec, au Collège de Sainte-Anne-de-la-Pocatière puis au Séminaire de Nicolet. Déjà en ce temps, il écrit des poèmes avec son premier recueil Mes loisirs en 1863 et des dramatiques dont Félix Poutré (1862). Plus tard, il étudie le droit à l'Université Laval.
En 1851, à l'âge de 11 ans, il est témoin de l'exhumation de la cage de Marie-Josephte Corriveau (1733-1763), communément nommée « La Corriveau », découverte par hasard dans une fosse du cimetière de Saint-Joseph-de la-Pointe-Lévy situé du côté nord de l'église Saint-Joseph (ce qui correspond actuellement au stationnement de l'église et de l'école primaire du même nom dans le secteur Lauzon à Lévis). Il raconte ce fait macabre qui a marqué son enfance dans deux ouvrages sur La Corriveau. Le premier intitulé Dans la cage de la Corriveau, publié en 1888, puis dans un second ouvrage intitulé Une relique, publié en 1898, qui raconte en détail les faits entourant cette découverte. Le Journal de Québec et The Morning Chronicle and Commercial and Shipping Gazette mentionnent dans les éditions des 13 et 14 mai 1851 que la découverte a eu lieu dans la semaine précédente. Or, selon les informations, la cage a été trouvée entre le 5 et le 9 mai 1851. C'est-à-dire 88 ans après la pendaison,.
En 1864, il ouvre un cabinet d'avocat, après plusieurs essais infructueux de se faire engager à Lévis, ville où il fonde aussi deux journaux : Le Drapeau de Lévis et La Tribune de Lévis .
En 1866, après avoir fait faillite, Fréchette s'exile à Chicago et il y demeure jusqu'en 1871. Durant son exil, il se fait employer au Illinois Central Railway, mais il exerce aussi le journalisme. C'est au cours de cette période qu'il écrit son poème La Voix d'un exilé. Un certain nombre des pièces de théâtre qu'il a écrites ont été perdues lors du Grand incendie de Chicago de 1871.
En 1874, peu après son retour au Québec, il est élu député de Lévis au Parlement d'Ottawa sous la bannière du Parti libéral du Canada. Il n'est pas réélu à l'élection de 1878.
Le 10 juillet 1876, Fréchette, alors âgé de 36 ans, épouse Emma Beaudry, fille d'un riche marchand de Montréal. Ils ont cinq enfants. Il s'installe à Montréal et peut se consacrer à l'écriture, grâce aussi à un héritage légué par sa tante.
En 1877, il publie à Montréal, son second recueil de poésie intitulé Pêle-mêle. En 1880, il est le premier Canadien-français à remporter le prix Montyon de l'Académie française pour son recueil de poèmes intitulé Les Fleurs boréales. Il a la chance de rencontrer son idole, Victor Hugo, qui lui accorde une entrevue. Malheureusement, il est victime d'une campagne de dénigrement de la part de ses ennemis qui l’accablent de critiques sous l’accusation de plagiat. Cette campagne croît sans cesse au fil des ans. Toutefois, un ami, Henri Roullaud n'hésite pas à le défendre des accusations de plagiat portées contre lui par William Chapman (voir Roullaud 1893a et 1893b). Henri Roullaud et Louis Fréchette partageaient cet amour profond pour la langue française.
En 1884, Fréchette devient pour une brève période rédacteur en chef de La Patrie. Il fait paraître dans les pages de ce journal, mais aussi dans d'autres périodiques et des almanachs, un grand nombre de contes et légendes qui seront ultérieurement repris en volumes, ainsi que des articles polémiques. Il quitte le journal d'Honoré Beaugrand pour protester contre l’opposition du propriétaire à certains chefs libéraux, dont Honoré Mercier. Il s’installe à Nicolet et se retire de la vie publique.
Au début de 1887, Fréchette caresse l'espoir vite déçu d'obtenir le poste de chargé d'affaires du Québec à Paris. Devant cet échec, il quitte le Canada avec sa famille et s'expatrie en France. C'est son ami Louis Herbette, conseiller d'État, avec qui il entretiendra une correspondance jusqu’à la fin de sa vie, qui l'introduit alors dans les milieux littéraires de Nantes. Adine Riom accueille Louis Fréchette, sa femme et ses trois jeunes enfants dans sa maison de famille du Pellerin en mai 1887. C'est là qu'il met la dernière main à son ouvrage le plus ambitieux. Le manuscrit s'appelle encore Les épopées nationales, mais deviendra La Légende d'un peuple, une référence implicite à Hugo pour cet ouvrage en vers destiné à célébrer les exploits des héros de l'histoire canadienne depuis Jacques Cartier jusqu'à Louis Riel.
Louis Fréchette participe occasionnellement à des campagnes électorales. Il continue à travailler et publie encore plusieurs œuvres polémiques, ainsi que de savoureux portraits satiriques sous le titre Originaux et Détraqués (1892).
En 1899, il fait paraître en anglais d'abord (Christmas in French Canada), puis dans le texte original en français le recueil La Noël au Canada qui regroupe plusieurs de ses meilleurs contes. Parmi eux, on retrouve quelques-uns des contes de la série mettant en scène Jos Violon, un conteur qui a bercé l'enfance et la jeunesse de Fréchette, et que ce dernier entend rappeler à sa mémoire au crépuscule de sa vie, parvenant à lui rendre sa verve et son bagout inimitables.
De 1907 à 1908, Fréchette se met en pension, avec son épouse Emma Beaudry, à la maison des Sourdes Muettes, rue Saint-Denis à Montréal.
Le soir du 30 mai 1908, en revenant d'une visite chez son ami le sénateur Laurent-Olivier David, il est foudroyé par une attaque d'apoplexie sur le seuil de la maison des Sourdes Muettes. Il meurt le 31 mai, à l'âge de 68 ans, d'une agonie qui dure vingt-quatre heures. Le 3 juin son corps est inhumé au cimetière Notre-Dame-des-Neiges, à Montréal.
Parus en feuilleton dans Le Monde illustré de mai à novembre 1900, ses Mémoires intimes, édités en volume par Georges A. Klinck en 1961, dans la collection «Nénuphar» des éditions Fides, inaugure un regain d'intérêt pour l'œuvre de Fréchette. Cette œuvre compte plus de 400 poèmes, pour un total de près de 10 000 vers. Plutôt que sa poésie et son théâtre, admirés au XIXe siècle, il est aujourd'hui apprécié pour « ses contes et ses polémiques qui maintiennent son œuvre vivante ». En attestent les éditions successives de ses Mémoires intimes et celles d'Originaux et Détraqués, des Contes de Jos Violon et de ses pamphlets.

## Œuvres
Source

### Poèmes

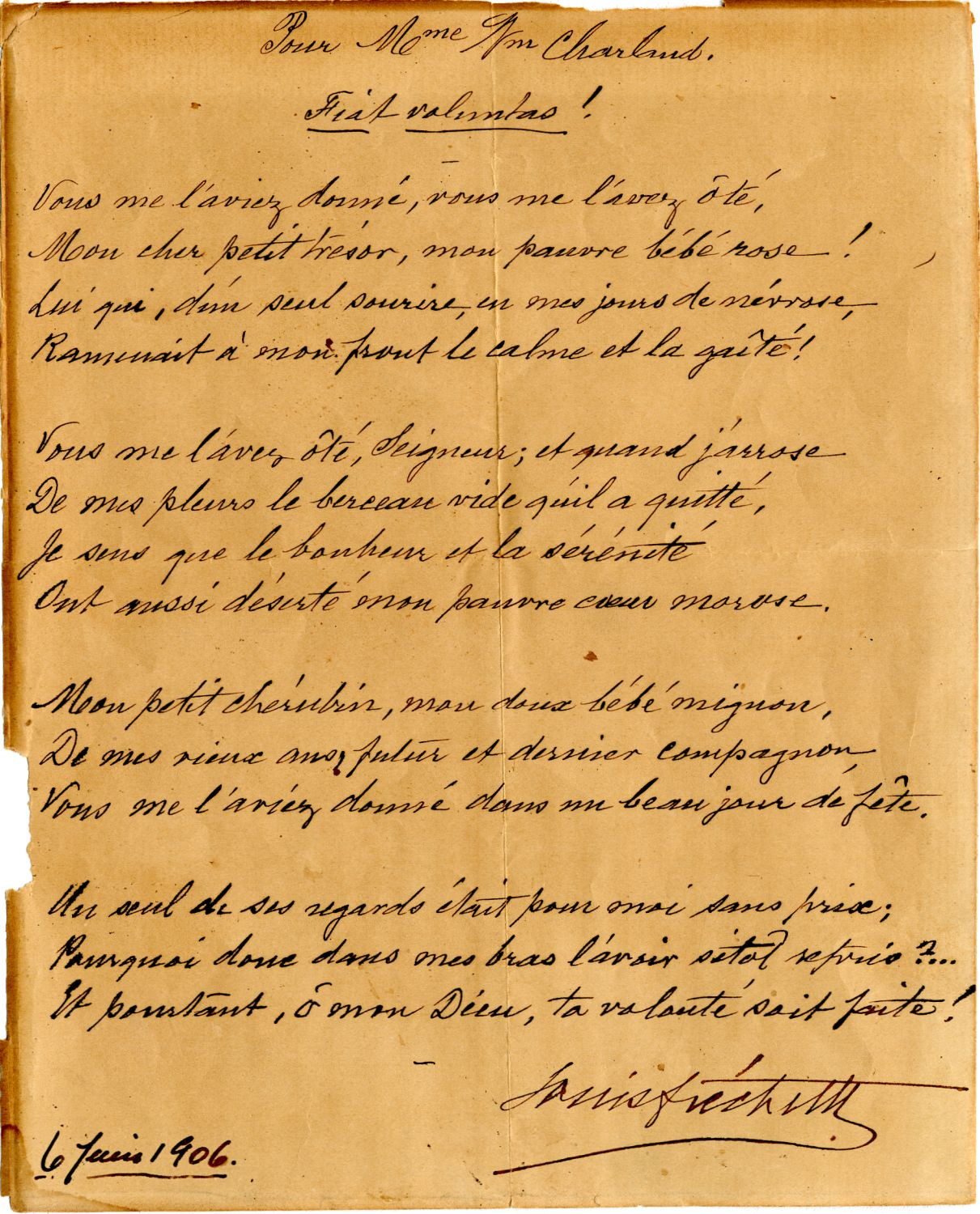
Fiat voluntas !, 1906

- Mes loisirs, Québec, L. Brousseau, 1863, 103 p.
- La Voix d'un exilé, Chicago, Imprimerie du Journal l'Amérique, 1868, 26 p.
- La Découverte du Mississippi, Québec, Éditeur non-identifié, 1873, 7 p.
- Pêle-mêle, fantaisies et souvenirs poétiques, Montréal, Compagnie d'impression et de publication Lovell, 1877, 274 p.
- Poésies choisies Montréal, Beauchemin, 1879 (1908)
- Les Fleurs boréales, Paris, E. Rouveyre éditeur, 1881, 264 p. - Ouvrage couronné par l'Académie française)
- La Légende d'un peuple, Paris, Librairie illustrée, 1887, 347 p.
- Jean-Baptiste de La Salle, fondateur des écoles chrétiennes, Montréal, 50 rue de Cotté, 1889, 59 p.
- Feuilles volantes, Québec, C. Darveau, 1890, 228 p.
- Le Niagara
- Le poème Papineau (1893)

### Contes et nouvelles
- L'Iroquoise du lac Saint-Pierre, Québec, Éditeur non-identifié, 1861, 7 p.
- Originaux et Détraqués: douze types québécois, Montréal, L. Patenaude, 1892, 361 p.
- Le Rêve d'Alphonse, (1898)
- La Noël au Canada, Toronto, G.N. Morang, 1900, 288 p.
- Contes canadiens(avec Paul Stevens et Benjamin Sulte), Montréal, Libraire Beauchemin, 1919, 95 p.
- Les Lutins(suivi de Paul Stevens, Fortune Bellehumeur), Montréal, Beauchemin, 1919, 90 p.
- Contes d'autrefois, Montréal, Beauchemin, 1946 (posthume), 274 p.
- Les Contes de Jos Violon, Montréal, L'Aurore, 1974 (posthume), 143 p. - réédition sous le titre Contes de Jos Violon, Montréal, Guérin, 1999.
- Masques et Fantômes, et autres contes épars Montréal, Fides, 1976 (posthume), 370 p.  (ISBN 0775506265) - anthologie posthume réunissant tous les contes de Fréchette, hormis ceux de La Noël au Canada.
- Noël d'autrefois, Montréal, F.L. de Martigny, 1980, 94 p. - anthologie posthume de dix contes de Fréchette et d'un signé Françoise.
- Treize contes fantastiques québécois, Montréal, XYZ éditeur, 2006, 294 p.  (ISBN 2892614511) - anthologie posthume de cinq contes de Fréchette et d'autres signés Philippe Aubert de Gaspé, fils, Honoré Beaugrand, Joseph-Charles Taché, Pamphile LeMay

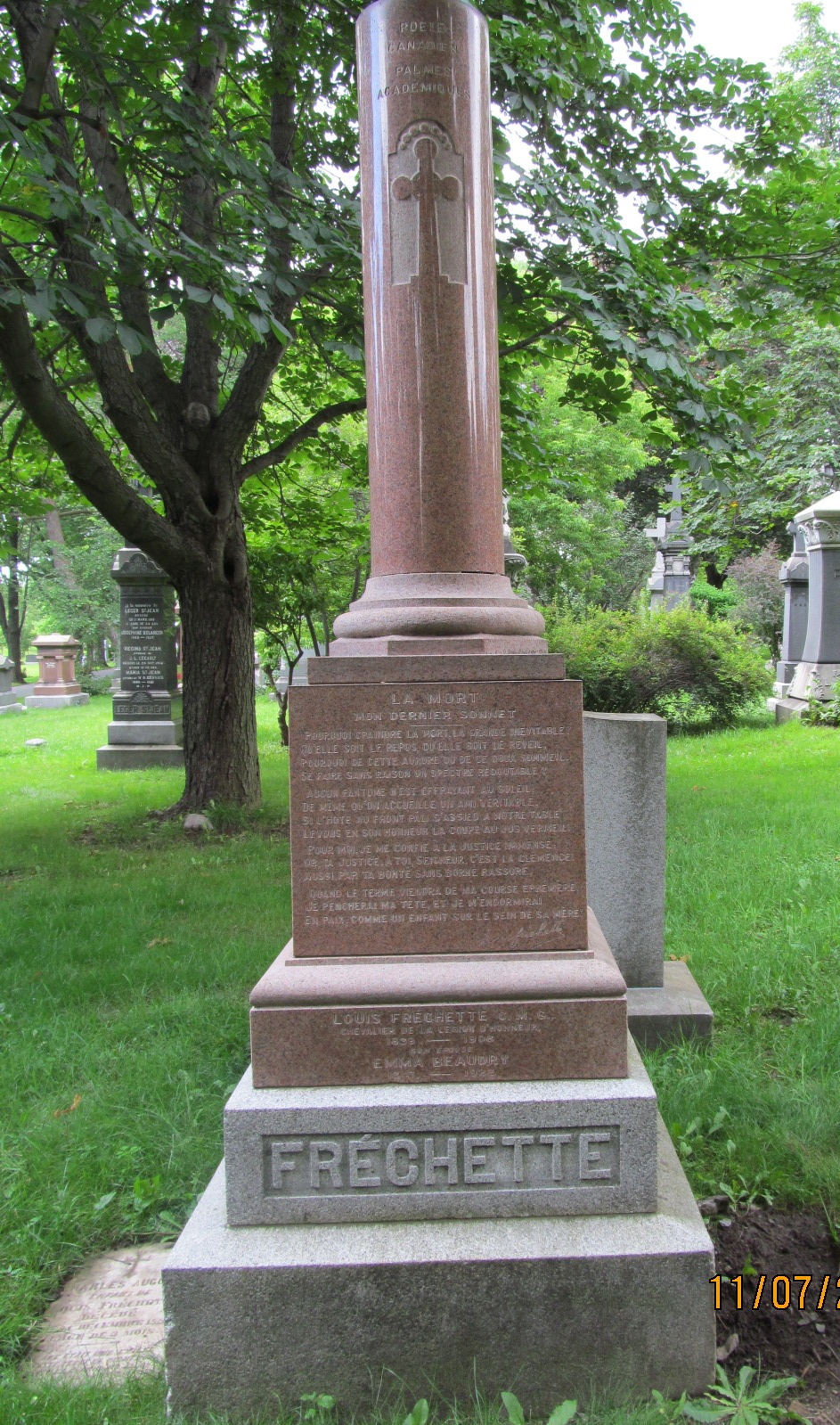
Monument funéraire de Louis-Honoré Fréchette, Montréal, cimetière Notre-Dame-des-Neiges, Lot B-213.

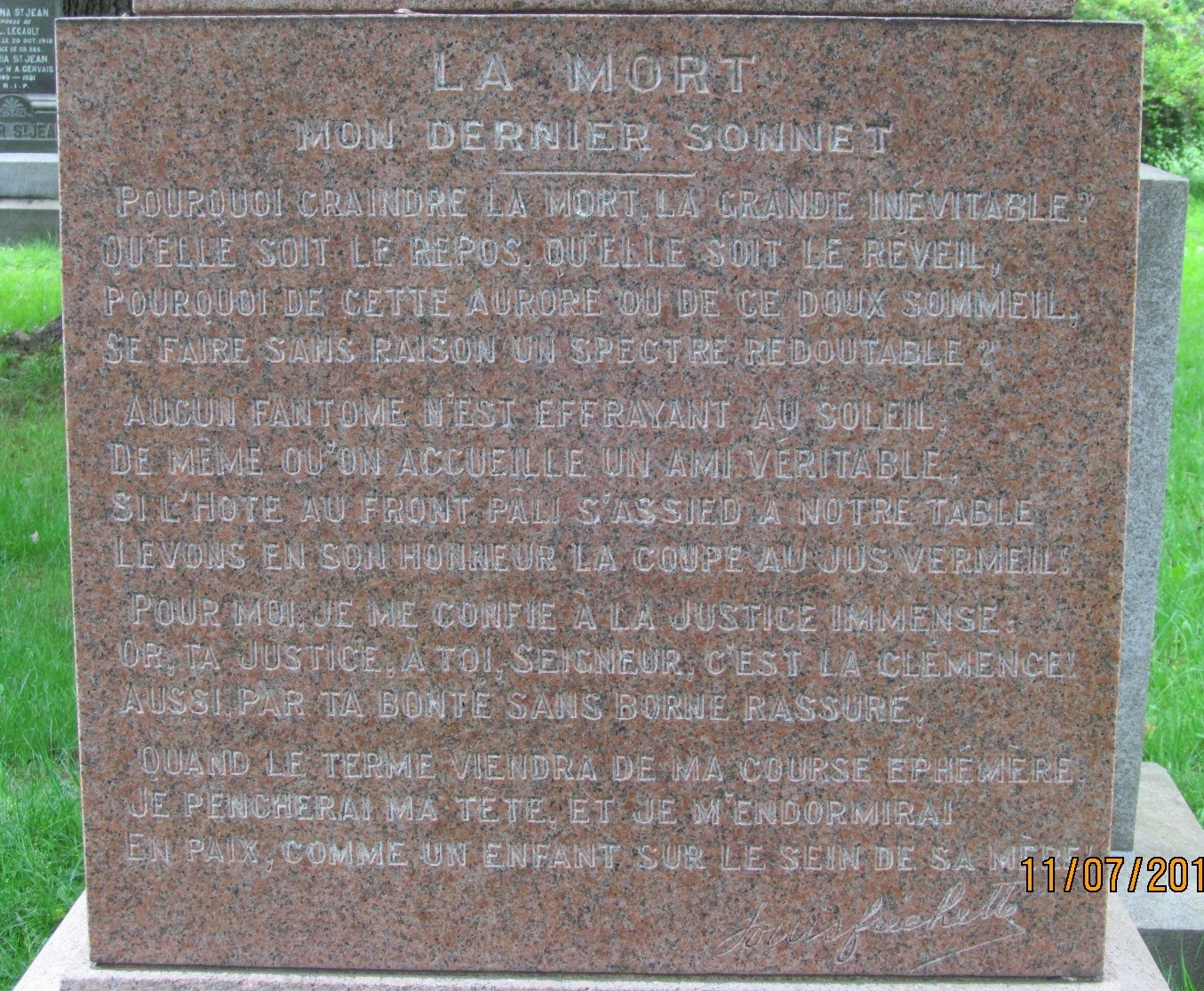
Détail du monument funéraire de Louis-H. Fréchette

### Théâtre
- Félix Poutré, Montréal, Beauchemin, 1861, 47 p. - réédition sous le titre Félix Poutré, Montréal, Leméac, 1974, 139 p.
- Le Retour de l'exilé, Montréal, Chapleau & Lavigne, 1880, 72 p. - réédition sous le titre Le retour de l'exilé, Montréal, Leméac, 1974, 115 p.
- Papineau, Montréal, Chapleau & Lavigne, 1880, 100 p. - réédition sous le titre Papineau, Ottawa, Leméac, 159 p.
- Veronica, Montréal, Leméac, 1974 (posthume), 135 p. - première lecture au Château de Ramezay en 1899, jouée en 1903)

### Pamphlets
- À propos d'éducation : lettre à M. l'abbé Baillargé du Collège de Joliette, Montréal, Cie d'imprimerie Desaulniers, 1893, 91 p.
- Scènes de mœurs électorales, Montréal, Beauchemin, 1919, 91 p.
- Satires et Polémiques, tome 1, Montréal, Presse de l'Université de Montréal, 1993  (ISBN 9782760626270) - anthologie posthume des écrits polémiques de Fréchette
- Satires et Polémiques, tome 2, Montréal, Presse de l'Université de Montréal, 1993  (ISBN 9782760626263) - anthologie posthume des écrits polémiques de Fréchette

### Chroniques historiques
- Le Drapeau fantôme, Montréal, Typographie de La Patrie, 1884, 12 p.
- Chénier, Montréal, Éditeur non-identifié, 1885, 8 p.
- Petite histoire des rois de France, Montréal, Typographie de La Patrie, 1885, 125 p.

### Mémoires
- Mémoires intimes, Montréal, Fides, 1961 (posthume), 200 p.

## Prix et honneurs
1880 : Prix Montyon (pour Les fleurs boréales)

## Hommages
- L'avenue Louis-Fréchette a été nommée en son honneur en 1949 dans la ville de Québec.
- La plus grande salle du Grand Théâtre de Québec est nommée en son honneur.
- La maison natale de Louis Fréchette, construite entre 1837 et 1841, est le lieu de naissance du poète à Lévis et reconnue lieu historique du Canada.
- Dans le cadre du 175e anniversaire de la naissance de Louis Fréchette, la restauration de la maison était entièrement effectuée[11] de 2013 à 2014 pour plus de 1 Million Dollars[12].

## Archives
Un fonds d'archives Louis-Honoré Fréchette est conservé au centre d'archives de Québec de Bibliothèque et Archives nationales du Québec. Il y a aussi un fonds Louis-Honoré Fréchette à Bibliothèque et Archives Canada. Le numéro de référence archivistique est R8032.